# 布倫科韋尼鄉
44°19′N 24°18′E / 44.317°N 24.300°E
布倫科韋尼鄉（羅馬尼亞語：Comuna Brâncoveni, Olt），是羅馬尼亞的鄉份，位於該國南部，由奧爾特縣負責管轄，處於布加勒斯特以西140公里，每年平均降雨量962毫米，海拔高度95米，2007年人口3,047。